# Flat Coated Retriever
Der Flat Coated Retriever (engl. für matt überzogener Apportierhund) ist eine von der FCI anerkannte britische Hunderasse (FCI-Gruppe 8, Sektion 1, Standard Nr. 121).

## Herkunft und Geschichtliches
Der Flat Coated Retriever entstand im 19. Jahrhundert in England durch Kreuzungen des Wavy Coated Retrievers (auch St. Johns Dog genannt) mit Settern und collieartigen Hunden.
Vor dem Ersten und zwischen den beiden Weltkriegen war der Flat Coated Retriever als eleganter Arbeitshund besonders beim englischen Adel sehr beliebt und verbreitet. Er wurde sowohl auf Aussehen als auch auf Arbeitsanlagen gezüchtet, wodurch ein echter Dual-Purpose-Hund entstand.
Nach dem Zweiten Weltkrieg nahmen der Labrador und Golden Retriever einen enormen Aufschwung, und während des Zweiten Weltkriegs und der Nachkriegszeit verschwanden fast alle Flat-Coated-Zwinger: Nur wenigen Züchtern, die unter schwierigsten Bedingungen weitermachten, ist es zu verdanken, dass diese Rasse nicht ausgestorben ist.
Anfang der achtziger Jahre wurde die Rasse in England kurzfristig zum Modehund, als CH. Shargleam Blackcap Best in Show an der Crufts in Birmingham wurde.

## Beschreibung

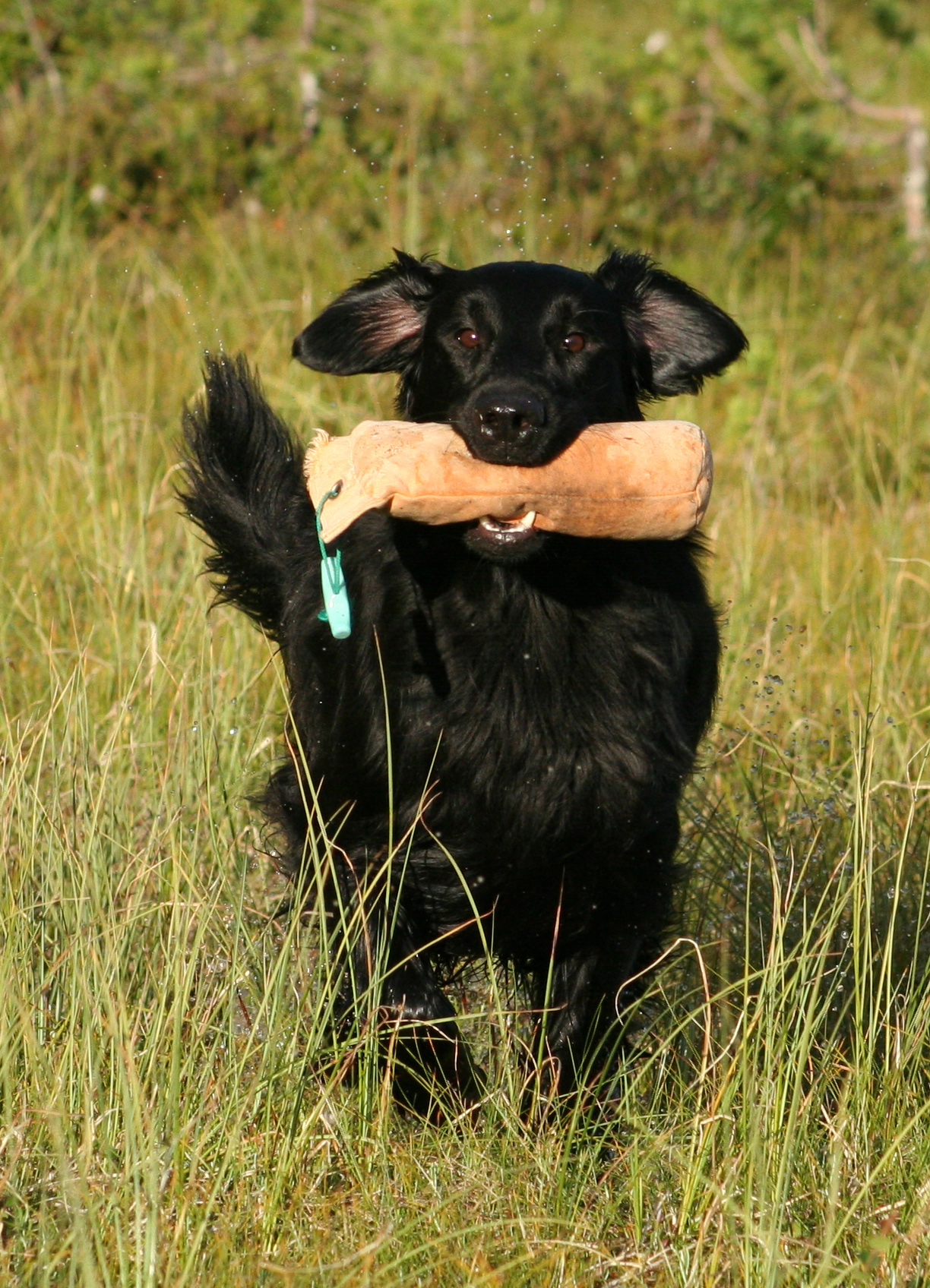
Flat Coated Retriever beim Apportieren

Der Flat Coated Retriever ist ein Jagdhund mit ausgeprägtem Finde- und Apportierwillen. Sein etwas überschäumendes Temperament stellt – vor allem in der Jugend – große Anforderungen an die Geduld und das Einfühlungsvermögen des Besitzers. Bei liebevoll-konsequenter Erziehung wird er jedoch zum aufmerksamen und selbstsicheren Jagdbegleiter.
Durch seinen hohen Arbeitswillen und sein Temperament eignet er sich weniger als reiner Familienhund. Er sollte eine Aufgabe haben und beschäftigt werden. Hierfür eignet sich besonders die Dummyarbeit, bei der man den Hund seinen Veranlagungen nach optimal fördern kann. Aber auch für die Rettungshundearbeit, Obedience, Agility und weitere Hundesportarten eignet er sich.

## Erscheinungsbild
Der Kopf ist lang und elegant geformt. Der Schädel flach bei mittlerer Breite, mit leichtem Stop in Augenhöhe. Nase mit gut geöffneten Nasenlöchern, der Kiefer lang und kräftig. Die Augen sind mittelgroß, dunkelbraun oder haselnussbraun mit sehr sanftem Ausdruck. Die Ohren sind klein und relativ hoch angesetzt, seitlich dicht am Kopf. Ein kräftiger Kiefer mit einem vollständigen Scherengebiss, wobei die obere Schneidezahnreihe ohne Zwischenraum über die untere greift und die Schneidezähne senkrecht im Kiefer stehen.
Der Hals ist ziemlich lang, dabei symmetrisch und schräg in der Schulter sitzend, und gut in den Rücken übergehen. Eine tiefe und ziemlich breite Brust, an der sich die Ellenbogen frei und gleichmäßig vorbei bewegen sollen, mit deutlich ausgeprägtem Brustbein. Die Vorderläufe sind gerade. Die vordere Rippenpartie ist eher flach. Der Körper zeigt einen guten Rippenbogen, der sich erst allmählich wölbt, dann in der Mitte deutlich zunimmt und zur Hinterhand in seiner Wölbung abnimmt. Muskulös, gute, aber nicht übertriebene Winkelung der Knie- und Sprunggelenke. Die Sprunggelenke sind tief stehend, gerade und parallel im Stand. Die Pfoten sind rund und kräftig mit geschlossenen und gut aufgeknöchelten Zehen. Die Ballen sind dick und kräftig. Die Rute ist kurz, gerade und gut angesetzt, freundlich, jedoch niemals weit über die Rückenlinie getragen.
Die Bewegungen des Flat Coated Retriever müssen frei und fließend und sowohl von vorne als auch von hinten gesehen gerade und parallel sein. Das Haarkleid ist dicht, von feiner bis mittelstarker Beschaffenheit, dabei so glatt wie möglich. Läufe und Rute sind gut befedert.
Rüden haben 59 bis 61,5 cm Schulterhöhe und wiegen 27 bis 36 kg. Hündinnen haben eine Schulterhöhe von 56,5 bis 59 cm und wiegen 25 bis 32 kg.
Die Farbe des Haarkleides ist nach Rassestandard schwarz oder leberbraun. Ungeachtet dessen wird die Anlage für eine gelbe Farbe rezessiv vererbt und es kommt gelegentlich zu Würfen mit gelben Hunden, die nicht zur weiteren Zucht zugelassen werden. Zunehmend wird in der Zucht durch DNA-Analyse vor der Paarung das Auftreten gelber Flat Coated Retriever ausgeschlossen. Es gibt eine andauernde Diskussion darüber, ein gelbes Haarkleid im Rassestandard anzuerkennen.

## Verwendung und Wesen

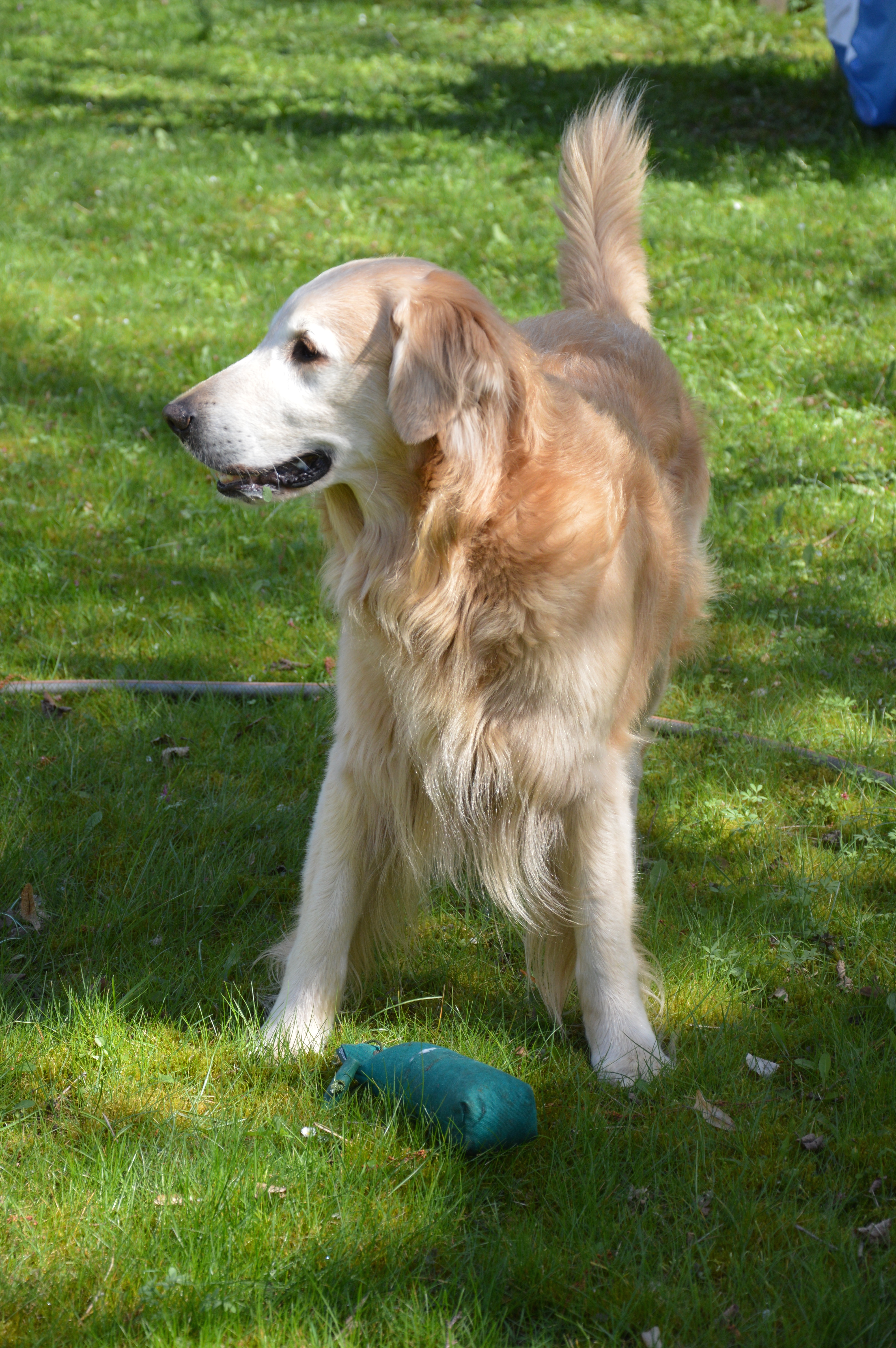
Fehlfarbe: Gelber Flat Coated Retriever, mit dem nicht weiter gezüchtet werden darf

Der Flat Coated Retriever ist ein schnell abzurichtender und in jedem Gelände verwendbarer Apportierhund mit dem sanften Wesen aller Retriever. Bei ausreichender Beschäftigung ist er ein ruhiger Familienhund. Er ist temperamentvoll, freundlich, wasserliebend, lässt sich durch seine Neugier und Spielfreude gut erziehen, verträgt aber keine harte Hand.
Gut geeignet ist er z. B. für die Dummyarbeit – eine typische Retriever-Beschäftigung, die von vielen Retriever-Besitzern professionell betrieben wird. Dabei handelt es sich um das exakte und professionelle Apportieren von speziellen Säckchen, den sogenannten Dummys. Auch bei der Jagd ist der Flat Coated Retriever ein guter Begleiter, er wird meist bei der Niederwildjagd und vor allem der Entenjagd eingesetzt, um das erlegte Wild zu apportieren (Apportierhund), besonders auch aus dem Wasser.
Aufgrund seiner hohen Menschenfreundlichkeit, Ausdauer, Such- und Findewillens eignet er sich zudem in der Regel gut als Rettungs- und Blindenführhund. Andere Hundesportarten wie z. B. Agility oder Turnierhundsport bieten sich ebenfalls an.